# Cultura chilena del té

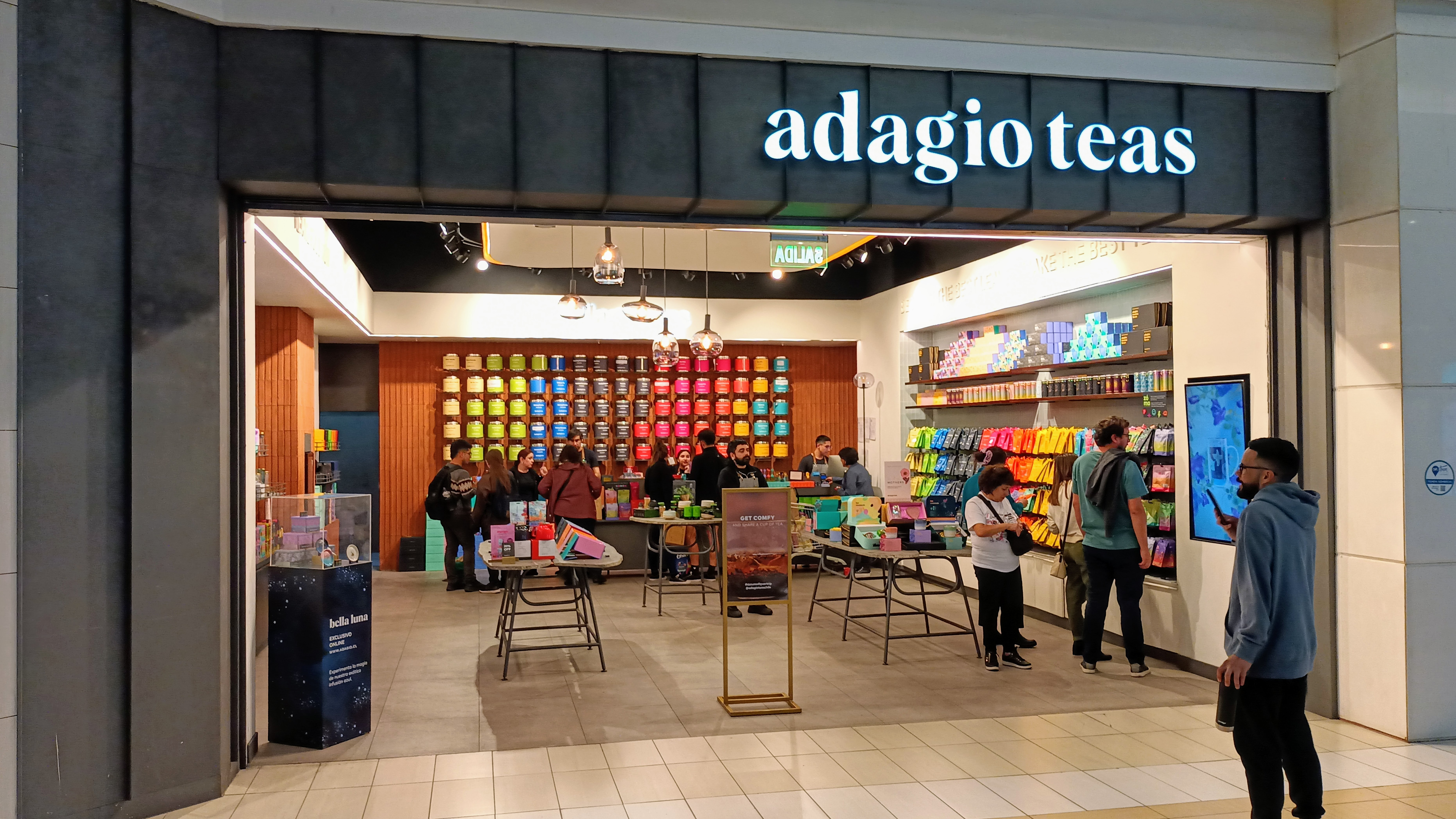
Tienda de venta de té en Santiago de Chile

La cultura del consumo de té en Chile se encuentra bien arraigada de manera transversal dentro de la sociedad chilena, siendo junto al café y la yerba mate, una de las infusiones calientes más populares en el país sudamericano. Chile es el país de América con el mayor consumo per cápita de té y el cuarto a nivel mundial superando incluso al Reino Unido.

## Historia

### Inicios y masificación
El consumo popular del té se remonta desde el siglo XVIII, impulsado en un comienzo por los marinos provenientes de Inglaterra, quienes llegaban a las ciudades puerto durante la época del Chile colonial, para posteriormente una vez obtenida la independencia de España, extenderse con la llegada de los inmigrantes británicos, en especial por parte de los ingleses en Valparaíso, Punta Arenas y Antofagasta, quienes lograron masificar su costumbre de la tradicional hora del té británica en la población chilena, en un comienzo dentro de la aristocracia criolla, para luego extenderse a todas las clases sociales del país. En 1767, las autoridades del Reino de Chile crearon un impuesto a la yerba mate, que era una bebida muy popular durante la época, con el propósito de financiar la construcción del puente Cal y Canto de la ciudad de Santiago, encareciendo así el costo de este brebaje, por lo que la clase obrera se vio obligada a tomar té en su reemplazo, como una alternativa más económica.
En las once, una comida típica chilena servida después del almuerzo, el té es uno de los bebestibles más consumidos en todo el país.

### Del salón de té a la tetería
Durante el siglo XX comenzaron a hacerse populares en diferentes ciudades de Chile los salones de té, espacios cerrados de reunión social, especialmente acudidos por el público femenino y dedicados a la tertulia, donde los asistentes tomaban el té acompañado de galletas o algún otro plato de la repostería tradicional chilena. Durante el siglo XXI, el consumo de té en Chile experimentó una diversificación en la oferta existente en el mercado nacional, aumentando lentamente el consumo de otras variedades de té distinto al tradicional té negro, como el té verde, además de un incremento de marcas asociadas a la categoría «premium» o gourmet, que ofrecen una más alta calidad de sus productos. Esto coincidió con el incremento de aperturas de «teterías», locales especializados con una amplia variedad de tés, para servir y para llevar.

### Cultivo de té en Chile
Históricamente no ha existido un cultivo masivo de la planta de té  (Camellia sinensis) al interior de la agricultura chilena, principalmente debido a las condiciones climáticas en las que se puede producir un té de buena calidad (de acuerdo a los estándares internacionales), siendo lo más propicio en ambientes cálidos y húmedos, con poca nubosidad pero a la vez con pocas horas de Sol directo, a una altura (m s. n. m.) que varía de media a alta. No obstante, en la comuna chilena de Villarrica, en la Región de la Araucanía, se desarrolló a partir del año 2014 un cultivo de tipo orgánico de té verde, que es considerado el más austral del mundo.

## Economía

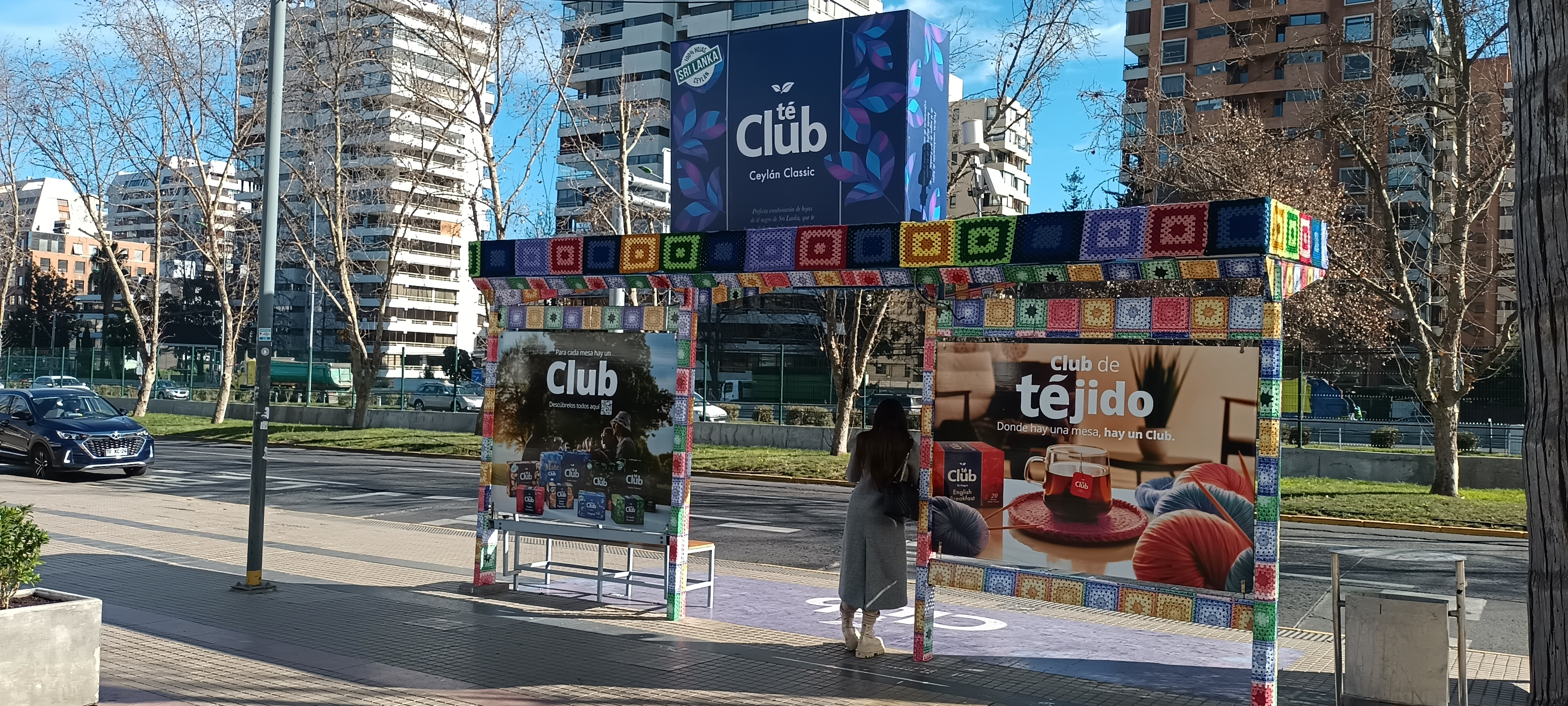
Paradero de buses en Las Condes con publicidad de una caja de té gigante vendida en Chile

De acuerdo un estudio de 2018 elaborado por la Organización de las Naciones Unidas para la Alimentación y la Agricultura (FAO), Chile es uno de los quince mayores consumidores de té del mundo y el principal en América Latina.
La mayoría del té que se consume en Chile es importado, principalmente desde Sri Lanka, Argentina, Singapur y Reino Unido, llegando a facturar $54,6 millones de dólares estadounidenses en el total de importaciones del mercado chileno durante el año 2018.
Las dos compañías que lideran la importación y envasado de té en Chile son la chilena Cambiaso Hermanos y la multinacional Unilever Best Foods (UBF).